# ParHasard
ParHasard is een Nederlandse band, bestaande uit Tos van Eekeren, Sebastiaan van den Eertwegh, Tarik Vroon, Kjelld van Essen en Benjamin van den Eertwegh. 

## Geschiedenis
ParHasard is gevormd in Amsterdam en maakt muziek dat een mix is van r&b, soul, funk en jazz. Ze worden geïnspireerd door onder andere D'Angelo, Stevie Wonder, Erykah Badu en Frank Ocean. De band bracht in 2018 hun debuut-ep Rise Up uit. Aan het einde van 2018 stonden ze in de halve finale van de Amsterdamse Popprijs, maar wisten niet de finale te bereiken. In de jaren erna werden verschillende singles uitgebracht en stonden ze onder andere op het Sziget-festival en Haarlem Jazz.
In 2021 werd de band geselecteerd om te spelen op het rondreizende muziekfestival Popronde en in 2022 kwamen ze met de singles Help Yourself en Antidote. ParHasard stond in begin 2023 op muziekfestival Noorderslag en later in het jaar op het Groningse festival Noorderzon. Ook werd in dat jaar de single Time gereleased. 